# Karla Schneider
Karla Schneider (* 14. November 1938 in Dresden) ist eine deutsche Schriftstellerin.

## Leben
Nach dem Abitur arbeitete Karla Schneider in der DDR ein Jahr in einer Fabrik, danach machte sie eine Ausbildung als Buchhändlerin. Sie siedelte 1979 in die Bundesrepublik Deutschland über und lebt als freie Schriftstellerin in Wuppertal. Sie verfasst Bücher der Kinder- und Jugendliteratur. Ebenso schreibt sie Bücher für Erwachsene. 1989 erhielt sie den Astrid-Lindgren-Preis des Oetinger-Verlages, 1993 den 2. Preis im Wettbewerb um den Bettina-von-Arnim-Preis und am 16. Juni 2008 wurde Schneider mit dem Alex-Wedding-Preis ausgezeichnet, dessen Jury Thomas Rosenlöcher, Klaus Kordon und Gundel Mattenklott angehörten.

## Werke
- Die Brauerei auf dem Kissen. Berlin 1974 (unter dem Namen „Karla Sander“).
- Der Mensch und sein Drachen. Düsseldorf u. a. 1988.
- Spätprogramm. Lohr 1988.
- Die Suche nach der Lerche. Erlangen 1989.
- Fünfeinhalb Tage zur Erdbeerzeit. Hamburg 1989.
- Vielleicht sind Schränke gar nicht so. Lahr 1989.
- Der Knabenkrautgarten. Zürich 1989.
- Ritter Suppengrün und das süße Geheimnis. Würzburg 1991.
- Lauter Windeier. Weinheim 1992.
- Die abenteuerliche Geschichte der Filomena Findeisen. Weinheim u. a. 1992.
- Kor, der Engel. Zürich 1992.
- Wenn man Märri Schimmel heißt. Weinheim 1993.
- Almuth und Helene. Zürich 1993.
- Die Reise in den Norden. Weinheim 1995.
- Merits Geburtstag. Berlin 1996.
- Matti Sörensen und Petja Wuppdich. München 1996.
- Zwischen Kloppe und Glück oder Wer sammelt hat mehr vom Leben. Weinheim 1997, ISBN 3-407-78842-8.
- Der Zaun. Hamburg 2000.
- Rückkehr nach Podgoritza. Frankfurt am Main 2001, ISBN 3-89561-082-8.
- Der klügste Hase unter der Sonne, Weinheim 2003, ISBN 3-407-79846-6.
- Glückskind. München 2003, ISBN 3-446-20334-6.
- Marcolini oder wie man Günstling wird. München 2007, ISBN 978-3-446-20905-3.
- Großvater und ich. München 2008, ISBN 978-3-423-62366-7.
- Wenn ich das 7. Geißlein wär'. Köln 2009, ISBN 978-3-414-82183-6.
- Holly Vogeltritt. Ein Märchen. Düsseldorf 2009, ISBN 978-3-7941-5217-9.
- Der Sommer, als ich Filmstar war. München 2010, ISBN 978-3-423-62447-3.
- Die Geschwister Apraksin. Das Abenteuer einer unfreiwilligen Reise. München 2011, ISBN 978-3-423-62490-9.
- Tova und die Sache mit der Liebe. Hanser, München 2013, ISBN 978-3-446-24315-6.

## Auszeichnungen
- 1989:  Astrid-Lindgren-Preis des Oetinger-Verlag
- 2008:  Alex-Wedding-Preis[1]
- 2014:  Ida-Dehmel-Literaturpreis der GEDOK

## Rundfunk
- Die Bademantelquastenstrippe …  Vier Folgen in der Reihe Ohrenbär, SFB (heute: rbb). Eingelesen von Sabine Sinjen, Erstsendung: 22. Januar bis 25. Januar 1990